# Apixaban
L'apixaban è un farmaco della famiglia degli anticoagulanti orali diretti: è un inibitore diretto del fattore Xa utilizzato anche nella prevenzione della tromboembolia venosa.. Il farmaco, anche noto con la sigla BMS-562247-01, è frutto di un joint venture tra Bristol-Myers Squibb e Pfizer. 
In Italia il farmaco è venduto dalla società farmaceutica Bristol-Myers Squibb con il nome commerciale Eliquis nella forma farmacologica di compresse rivestite con film da 2,5 mg e da 5 mg.

## Farmacodinamica
Apixaban è un inibitore potente, reversibile, diretto ed estremamente selettivo del sito attivo del fattore Xa. La molecola non necessita dell'antitrombina III per svolgere l'attività antitrombotica.
Apixaban inibisce sia il fattore Xa libero che quello legato al coagulo. È inoltre un inibitore dell'attività della protrombinasi.
L'inibizione del fattore Xa da parte della molecola previene la generazione della trombina e lo sviluppo del trombo.

Apixaban non ha effetti diretti sull'aggregazione delle piastrine, ma inibisce indirettamente l'aggregazione piastrinica che viene indotta dalla trombina.
In conseguenza dell'inibizione del FXa la molecola determina un prolungamento di diversi test di coagulazione, ed in particolare del tempo di protrombina (PT), l'International Normalized Ratio (INR) e il tempo di tromboplastina parziale attivata (aPTT).

## Farmacocinetica
Dopo somministrazione per via orale apixaban è rapidamente assorbito dal tratto gastrointestinale. La concentrazione plasmatica massima (Cmax) viene raggiunta dopo circa 3-4 ore dall'assunzione della compressa. La contemporanea somministrazione di cibo non sembra influire sulla AUC (area sotto la curva) o la Cmax. La biodisponibilità della molecola si aggira intorno al 50% per dosi fino a 10 mg.
Nell'uomo il legame con le proteine plasmatiche è di circa l'87%. Il volume di distribuzione è pari a 21 litri.
Apixaban viene eliminato dall'organismo in prevalenza per via fecale. L'escrezione renale rappresenta circa il 27% della clearance totale.

L'emivita della molecola è di circa 12 ore. 
Apixaban viene metabolizzato in particolare da CYP3A4 e CYP3A5 con contributi minori da CYP1A2, CYP2C8, CYP2C9, CYP2C19, e CYP2J2.
Le principali reazioni di biotrasformazione sono l'idrossilazione al 3–ossopiperidinil e la O–demetilazione.
La molecola è un substrato della proteina di trasporto P-glicoproteina (P–gp).

## Usi clinici
Il farmaco è stato autorizzato nei soggetti adulti nella prevenzione degli eventi tromboembolici venosi a seguito di un intervento chirurgico di sostituzione elettiva dell'anca o del ginocchio.

Può inoltre essere utilizzato per ridurre il rischio di stroke e di embolia sistemica in soggetti con fibrillazione atriale.
Nei pazienti affetti da fibrillazione atriale, e in caso di controindicazioni all'utilizzo di anticoagulanti antagonisti della vitamina K nella prevenzione di complicanze emboliche, si è rivelato superiore all'aspirina con un rischio emorragico sostanzialmente identico.

## Studi clinici
Uno studio pubblicato nel 2007 ha dimostrato che apixaban era equivalente a enoxaparina/eparina in open-label (in aperto) nella prevenzione della trombosi in pazienti che avevano subito una sostituzione di ginocchio con una protesi. In uno studio del 2010 l'apixaban ha dimostrato la sua superiorità clinica rispetto l'enoxaparina nella prevenzione della trombosi in pazienti sottoposti a chirurgia sostitutiva elettiva dell'anca, con tassi di sanguinamento simili.

In uno studio del 2011 condotto su pazienti con fibrillazione atriale che hanno fallito la terapia, o non sono indicati, nella terapia con antagonisti della vitamina K, l'apixaban, in confronto con l'aspirina, ha mostrato di ridurre significativamente più del 50%, il rischio di ictus o embolia sistemica in pazienti con fibrillazione atriale, diminuendo il rischio dal 3,7% anno con l'uso dell'aspirina all'1,6% anno con l'uso dell'Apixaban, pur non avendo raggiunto la soglia della significatività statistica sulla differenza tra i tassi di mortalità globali.
Un trial condotto del 2011 l'apixaban in soggetti che avevano avuto una sindrome coronarica acuta non ha mostrato vantaggi rispetto alle terapie di confronto.
In uno studio di confronto tra apixaban rispetto e warfarin, l'apixaban ha soddisfatto sia l'endpoint primario (che era la "non inferiorità" rispetto al warfarin nella prevenzione dell'ictus) sia l'endpoint secondario (che consisteva nella minor induzione di sanguinamento rispetto al warfarin).
In uno studio di farmacoeconomia pubblicato nel 2012 viene documentato come l'apixaban è associato ad una riduzione dei costi di gestione clinica complessivi dei pazienti rispetto al warfarin, inoltre, l'apixaban mostra di avere la riduzione più consistente dei costi di gestione medica dei pazienti rispetto ai farmaci di confronto studiati.
Al gennaio 2013 il farmaco risulta approvato da FDA ed EMA, mentre è in corso di approvazione da parte del NICE, per l'indicazione prevenzione dell'ictus e dell'embolia sistemica nei pazienti con fibrillazione atriale non valvolare.
Il 28 febbraio 2025 il consiglio di amministrazione dell'Agenzia italiana del farmaco ha deciso per la sua rimborsabilità a carico del Servizio sanitario nazionale.

## Effetti collaterali e indesiderati
| Tipi di reazioni                                     | Comuni (>1/100, <1/10)                                                    | Non comuni (>1/1.000, <1/100) | Rare (>1/10.000, <1/1.000)                                            | Molto rare (<1/10.000) | Frequenza non nota |  |
| ---------------------------------------------------- | ------------------------------------------------------------------------- | --- | --------------------------------------------------------------------- | ---------------------- | ------------------ |  |
| Disturbi del sangue e del sistema linfatico          | - Anemia                                                                  | - Trombocitopenia |                                                                       |                        |                    |  |
| Disturbi respiratori, toracici e mediastinici        | - Epistassi - Emottisi                                                    | |                                                                       |                        |                    |  |
| Disturbi del sistema immunitario                     |                                                                           | - Ipersensibilità - Prurito - Rash cutaneo - Orticaria |                                                                       |                        |                    |  |
| Disturbi gastrointestinali                           | - Nausea                                                                  | - Emorragia gastrointestinale - Ematemesi - Melena - Ematochezia                                                                                               | - Emorragia rettale - Emorragia emorroidale - Sanguinamento gengivale |                        |                    |  |
| Disturbi del sistema nervoso                         |                                                                           | - Emorragia intracranica |                                                                       |                        |                    |  |
| Disturbi cardiaci e vascolari                        | - Ematoma - Emorragia da ferita - Emorragia vaginale - Emorragia uretrale | |                                                                       |                        |                    |  |
| Disturbi epato-biliari                               | - Alterazione dei test di funzionalità epatica                            | - Aumento dell'alanina aminotransferasi(ALT) - Aumento dell'aspartato aminotransferasi(AST) - Aumento della gamma–glutamiltransferasi(GGT) - Iperbilirubinemia |                                                                       |                        |                    |  |
| Disturbi muscoloscheletrici e del tessuto connettivo | - Emorragia muscolare                                                     | |                                                                       |                        |                    |  |

A settembre 2013 AIFA ha emesso una nota informativa concordata con l'European Medicines Agency (EMA) in cui si sottolinea che apixaban non necessita di monitoraggio di routine dell'attività anticoagulante, ma che, tuttavia, gli studi clinici e l'esperienza post-marketing hanno dimostrato che gli eventi di sanguinamento maggiore, e fra questi gli stessi eventi fatali, non sono limitati al solo uso degli antagonisti della vitamina K od eparine a basso peso molecolare (EBPM) ma risultano essere significativamente elevati anche per apixaban ed i nuovi anticoagulanti orali.

## Controindicazioni
Il farmaco è controindicato nei soggetti con ipersensibilità nota al principio attivo o ad uno qualsiasi degli eccipienti della formulazione farmacologica.
È inoltre controindicato nei pazienti che presentano un sanguinamento in atto clinicamente significativo, ed in coloro che sono affetti da una malattia epatica correlata ad alterazione del meccanismo di coagulazione del sangue ed a rischio di sanguinamento clinicamente rilevante.

## Interazioni
- Inibitori del CYP3A4 e della P–gp (ketoconazolo, itraconazolo, voriconazolo, posaconazolo, ritonavir): la contemporanea somministrazione dell'anticoagulante e questi inibitori sia del CYP3A4 sia della P–gp induce un aumento dell'AUC media e della Cmax media di apixaban, pertanto non è raccomandata.
- Induttori del CYP3A4 e della P–gp (rifampicina, fenitoina, carbamazepina, fenobarbital o erba di San Giovanni): la contemporanea somministrazione dell'anticoagulante e questi induttori sia del CYP3A4 sia della P–gp può comportare una riduzione delle concentrazioni plasmatiche di apixaban, che tuttavia in genere non richiedono un aggiustamento del dosaggio ma semplicemente cautela ed osservazione.
- Anticoagulanti: l'associazione di enoxaparina ed apixaban comporta un effetto additivo sull'attività anti–fattore Xa. Pertanto in caso di trattamenti concomitanti con altri anticoagulanti è necessario usare cautela a causa dell'incremento del rischio di sanguinamento.
- Inibitori dell'aggregazione piastrinica e FANS: la somministrazione in concomitanza con acido acetilsalicilico o con clopidogrel non sembra determinare un aumento rilevante del tempo di sanguinamento, dell'aggregazione piastrinica o dei test di coagulazione (PT, INR, e aPTT). Tuttavia quando si effettua una terapia di associazione con queste molecole è necessario usare estrema cautela perché è noto che questi medicinali tipicamente aumentano il rischio di sanguinamento ed inoltre vi possono essere individui con una risposta farmacodinamica più pronunciata rispetto all'azione di queste sostanze.
- Atenololo: la contemporanea somministrazione dell'anticoagulante e atenololo non comporta interazioni farmacocinetiche o farmacodinamiche clinicamente significative, pur in presenza di modeste riduzioni dell'AUC e della Cmax.
- Famotidina: la contemporanea somministrazione dell'anticoagulante e famotidina non determina interazioni farmacocinetiche o farmacodinamiche significative da un punto di vista clinico, e non sembra avere effetto sull'AUC o la Cmax di apixaban.